# Ezequiel Lavezzi
Pour les articles homonymes, voir Lavezzi.
Ezequiel Iván Lavezzi, né le 3 mai 1985 à Rosario  en Argentine, est un footballeur international argentin évoluant au poste d'attaquant de soutien du début des années 2000 à la fin des années 2010.
Lavezzi est réputé pour sa vitesse, sa générosité, ses capacités techniques et de dribble. Repéré au CA Estudiantes de Buenos Aires, il se révèle à San Lorenzo, en première division argentine. En 2007, il rejoint l'Europe et le club italien du SSC Naples, où il réalise cinq saisons pleines et s'affirme comme l'un des meilleurs attaquants du championnat italien. En 2012, il est recruté par le Paris SG, contre une indemnité estimée à plus de 26 millions d'euros.
Lavezzi fait ses débuts en équipe d'Argentine en 2007. Il participe notamment à la Copa América 2011 et dispute la finale de la Coupe du monde 2014. Avec la sélection olympique, il remporte la médaille d'or aux Jeux de Pekin en 2008. Il disputera également la finale de la Copa América 2015 et la Copa América Centenario de 2016.
De par sa famille, il est d'origine italienne, ce qui fait de lui un "oriundo".

## Carrière

### En club

#### Les débuts
Ezequiel Lavezzi fait ses débuts dans les équipes de jeunes du Coronel Aguirre à Villa Gobernador Gálvez, avant de rejoindre celles de Boca Juniors à Buenos Aires. À 16 ans, il se détourne provisoirement du football pour suivre une formation d'électricien.
En 2002, il retrouve les terrains et signe à l'Estudiantes de Buenos Aires, qui évolue en 3e division. Pour sa première saison en D3, il inscrit 17 buts en 39 matchs.

#### CA San Lorenzo (2004-2007)
L'année suivante, il est recruté par le club italien du Genoa CFC, mais est immédiatement prêté à San Lorenzo de Almagro. Le club génois est rétrogradé administrativement en Serie C1 durant l'été 2005, et Ezequiel Lavezzi est transféré à San Lorenzo. Il inscrit 25 buts en 84 matches lors de son passage dans le club de Buenos Aires.
En juin 2007, celui-ci remporte le tournoi de clôture du championnat d'Argentine,.

#### SSC Naples (2007-2012)

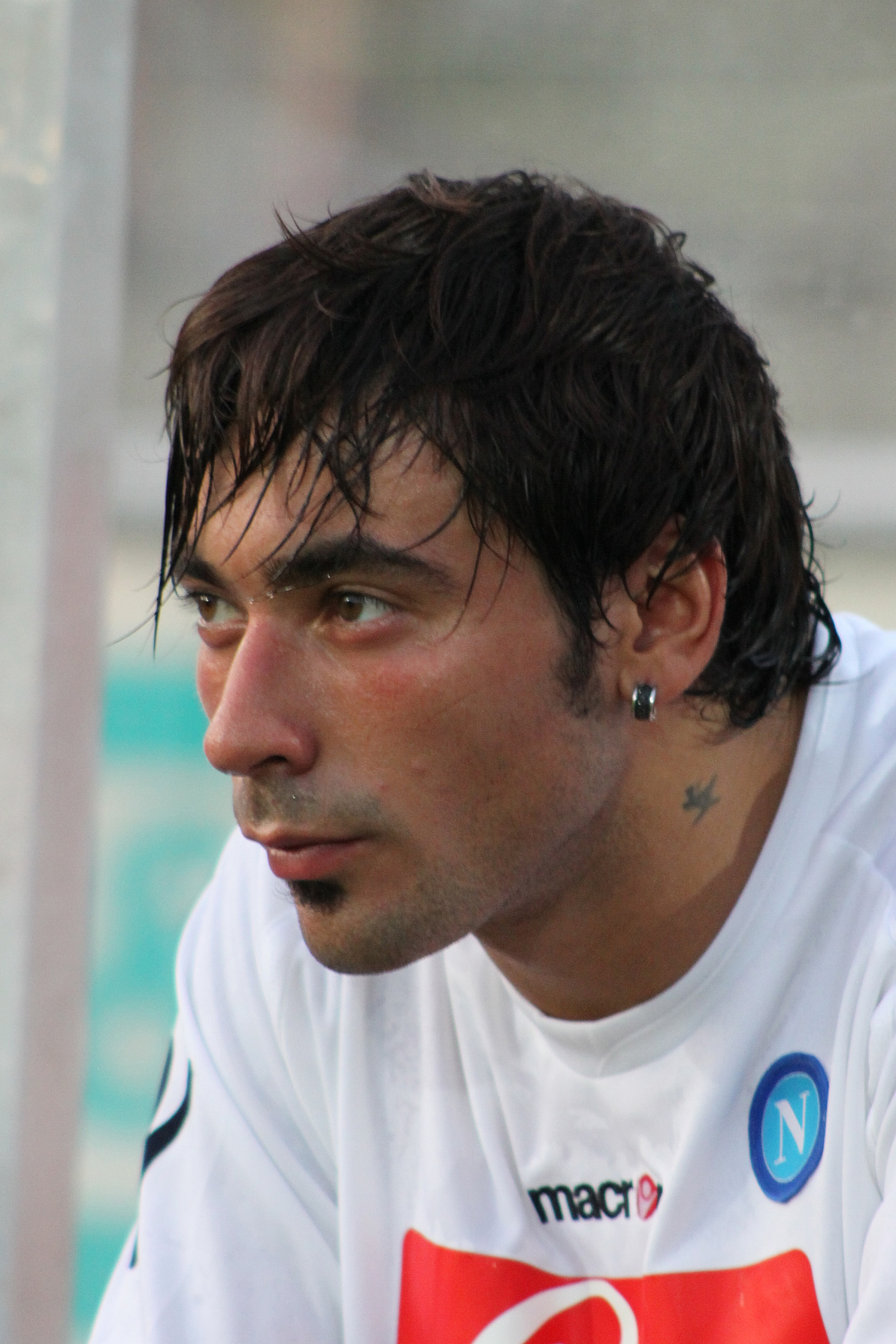
Lavezzi en 2009.

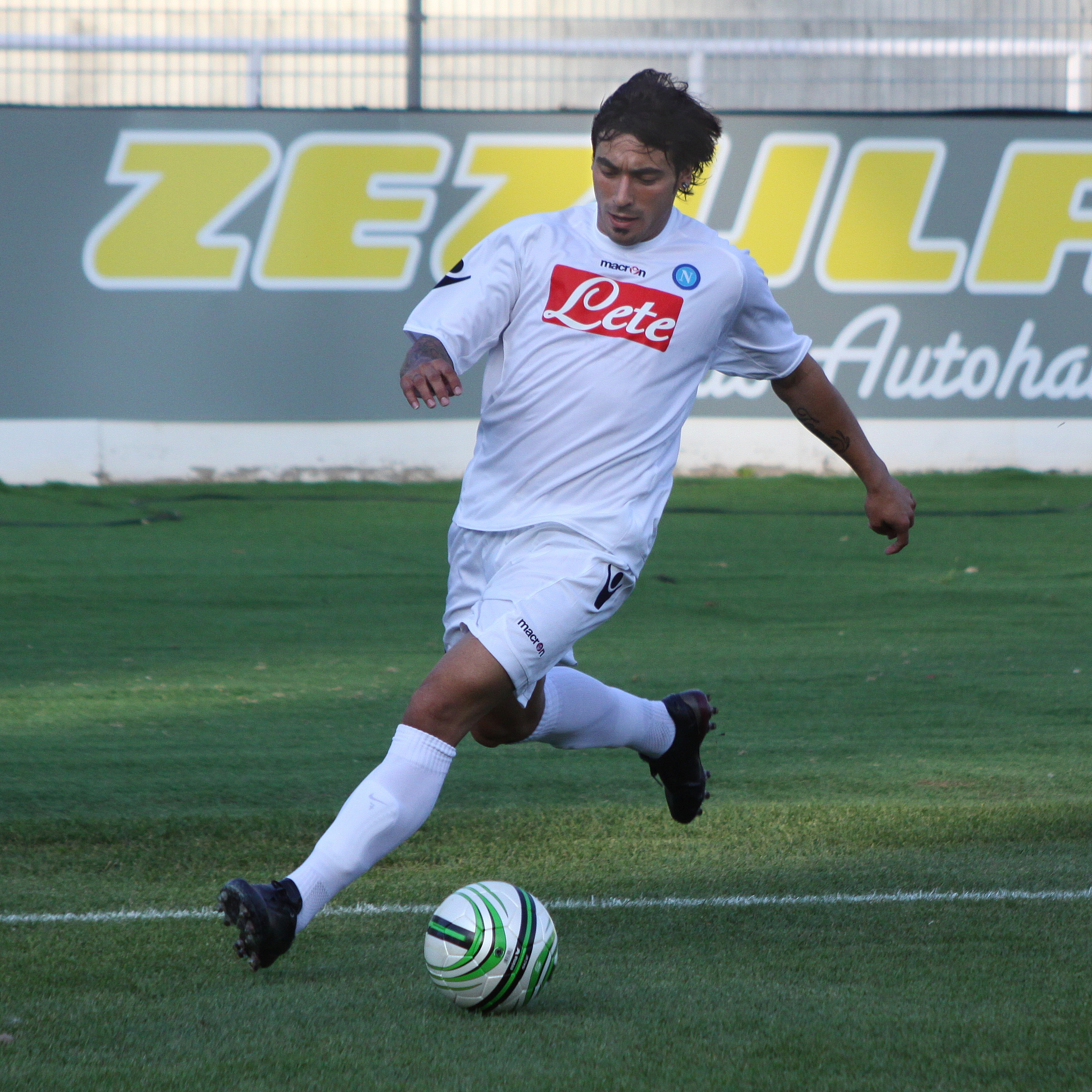
Lavezzi sous le maillot du SSC Naples.

Durant l'été 2007, Lavezzi est recruté par le SSC Naples, promu en Serie A pour 6 millions d'euros.
Il joue son premier match avec Naples lors du 2e tour de la Coupe d'Italie, face à Pise, et inscrit un triplé. Le club réussit son début de saison et l'Argentin est rapidement adopté par le public napolitain. En septembre, il marque de nouveau et donne deux passes décisives lors de la victoire 5-0 de Naples face à l'Udinese.
En mars 2008, le joueur accepte une prolongation de contrat, qui court alors jusqu'en 2011, accompagnée d'une revalorisation salariale. Au cours de la saison 2007-2008, Lavezzi inscrit 11 buts en 39 rencontres. Napoli se classe 8e du Calcio et se qualifie ainsi pour le 3e tour de la Coupe Intertoto 2008.
Il marque son premier but en coupe d'Europe le 28 août contre le KF Vllaznia Shkodër lors du 2e tour préliminaire de la Coupe UEFA. Le club quitte la compétition au 3e tour préliminaire après un revers face au Benfica Lisbonne. En championnat, le club finit 12e et Lavezzi marque 7 buts en 30 matchs.
À l'été 2009, le joueur, alors espéré par Liverpool, Chelsea, l'Atlético Madrid, Manchester City et bien d'autres, décline toutes les offres et reste au Napoli. Aux côtés de Fabio Quagliarella et de Marek Hamšík en attaque, Il termine la saison avec 8 buts inscrits. Le club finit 6e et se qualifie pour les barrages de la 2e édition de la Ligue Europa.
Edinson Cavani rejoint Naples à l'orée de la saison 2010-2011 et remplace Quagliarella, prêté à la Juventus. Dès lors, une forte connexion dans le jeu se créée entre le buteur uruguayen et Ezequiel Lavezzi, qui forment désormais un duo d'attaque redouté en championnat et reconnu en Europe, malgré une élimination en 16e de finale de la Ligue Europa contre Villarreal. Dans cette compétition Lavezzi marque 2 buts, contre les Suédois d'Elfsborg le 19 août et contre Liverpool FC le 4 novembre.
Le 12 février 2011, il est suspendu trois matchs à la suite d'une altercation et d'un « concours » de crachats avec le joueur de l'AS Rome Alessandro Rosi, et rate le choc face au futur champion Milan AC du 28 février. À l'issue d'une saison réussie en championnat de la part des deux hommes et du reste du collectif, Naples finit 3e du classement et se qualifie directement pour la Ligue des champions. Lavezzi finit 2e meilleur passeur du championnat avec 12 réalisations à égalité avec Javier Pastore, derrière Andrea Cossu et devant Zlatan Ibrahimović. Il acquiert définitivement un statut de star au sein du club.
Le 21 février 2012, il se distingue sur la scène internationale et marque les deux premiers buts de sa carrière en Ligue des champions, d'un doublé contre Chelsea FC en 8èmes de finale aller. Naples l'emporte 3-1 et obtient un succès médiatisé et prestigieux. Mais une semaine plus tard, Naples s'incline 4-1 en Angleterre et quitte la compétition, éliminé par le futur vainqueur.
Malgré ce revers, il confirme sa bonne forme en championnat et marque le but de la victoire, le 26 février 2012, face à l'Inter Milan. Une semaine plus tard, il offre à nouveau la victoire au Napoli à la 86e minute contre le Parme FC. Il récidive face au Cagliari Calcio d'un penalty, offre une passe décisive et est à l'origine d'un csc. Il est remplacé par Edinson Cavani à la 59e sous les acclamations du public du Stadio San Paolo et est désigné homme du match.
Le 20 mai 2012, Naples remporte la Coupe d'Italie contre la Juventus Turin. Ezequiel Lavezzi joue la finale et gagne son premier et unique trophée sous les couleurs du club napolitain, avant de partir.

#### Paris Saint-Germain (2012-2016)

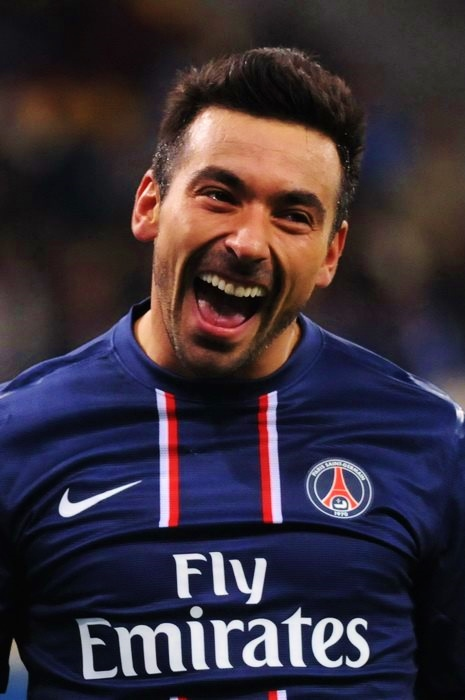
Lavezzi en 2013 avec le PSG.

Le 2 juillet 2012, Ezequiel Lavezzi s'engage pour une durée de quatre ans avec le Paris Saint-Germain pour un montant avoisinant les 31 millions d'euros (26 M€ + 4,8 M€ de bonus). Il prend le numéro 11 dans l'équipe de Carlo Ancelotti car son numéro fétiche, le 22, est déjà la propriété de Sylvain Armand. Son surnom El Pocho vient de sa jeunesse. Il l'explique dans une interview accordée au journal Le Parisien : « Quand j’étais enfant, j’avais un chien qui s’appelait Pocholo. Et quand il est mort, mon frère m’a appelé Pocho. C’est resté ».
Il joue son premier match sous les couleurs parisiennes contre le CSKA Moscou, une rencontre amicale de préparation. Lors du dernier match d'avant-saison, il provoque un pénalty à la 64e minute contre le FC Barcelone, transformé par une autre recrue importante du PSG, Zlatan Ibrahimovic. Mais le 19 août 2012, il écope d'un carton rouge face à l'AC Ajaccio dès la 2e journée de Ligue 1, et est suspendu deux matches.
En effet, ses débuts au PSG sont compliqués : fin septembre, il ne compte que 131 minutes passées sur les terrains en championnat. Certains remettent en cause son hygiène de vie et ses virées nocturnes qui poseraient problème,. Il se défend à ce sujet : « Sur le terrain, je fais ce que j'ai à faire. Après je sors, je vais dîner. Comme une personne normale ». Le 4 octobre 2012, il se blesse aux adducteurs contre le FC Porto et est déclaré indisponible pendant dix jours.
Alors critiqué pour son inconstance, il inscrit ses deux premiers buts sous les couleurs parisiennes en Ligue des champions face au Dynamo Kiev. Trois jours plus tard, il délivre sa première passe décisive en Ligue 1 à Zlatan Ibrahimović contre l'ES Troyes AC (victoire 4-0). Le 8 décembre 2012, il marque son 1er but avec le PSG en Ligue 1 contre Evian, le 3000e but du PSG. C'est son seul but en championnat avec sa nouvelle équipe en 2012.
Le début d'année 2013 commence mieux pour Ezequiel Lavezzi. Le 6 janvier, il inscrit un doublé à Calais, en Coupe de France, contre les amateurs d'Arras, match gagné 4-3 par Paris. Le 12 février 2013, il inscrit un but pour les 16e de finale de la Coupe de France contre Toulouse FC puis ses 2e et 3e buts en championnat contre le VAFC et le SC Bastia.
Le 12 février 2013, il marque son 10e but avec Paris toutes compétitions confondues en ouvrant le score contre le Valence CF lors des 8e de finale aller de la Ligue des champions, à Mestalla. Au terme d'une victoire 2-1 et d'une prestation aboutie, l'équipe prend une bonne option en vue d'une qualification pour les 1/4 de finale, et lors du match retour, Lavezzi égalise à 1-1 et inscrit son 5e but de la compétition. Il atteint pour la première fois de sa carrière les 1/4 de finale de la Ligue des champions avec le PSG, qui retrouve le top 8 européen après 15 ans d'absence.

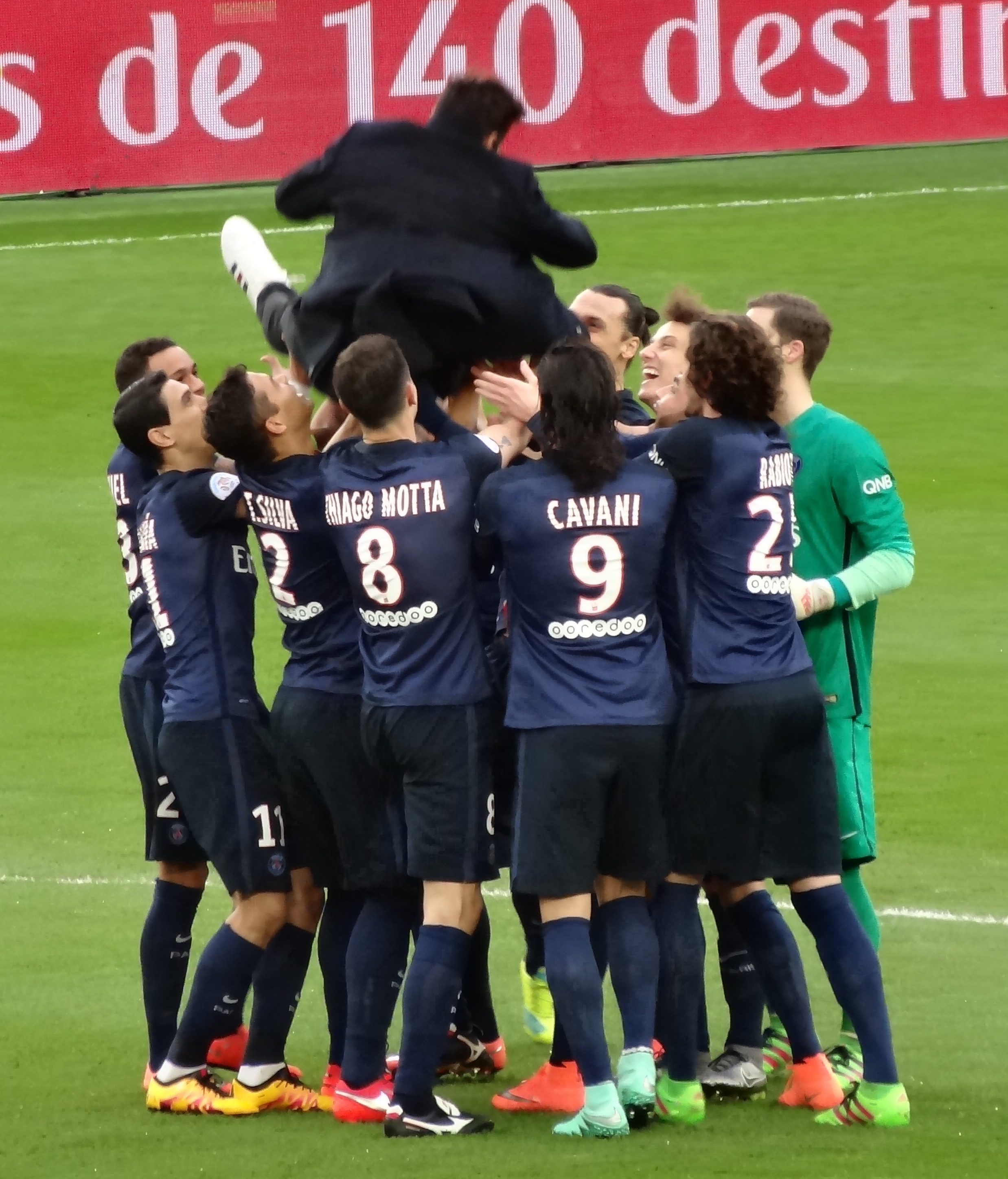
Lavezzi porté en triomphe par les joueurs du PSG, avant son départ en Chine.

Le 10 avril 2013, Paris est éliminé des 1/4 de finale contre le FC Barcelone. Après avoir fait 2-2 au Parc des Princes lors du match aller, où Lavezzi, titulaire, a été proche d'ouvrir le score d'une frappe sur le poteau, ils obtiennent le nul 1-1 au Camp Nou et sortent de la compétition. L'Argentin termine ainsi cette campagne de Ligue des champions 2012-2013 avec 5 buts marqués en 9 matchs joués.
Il profite du départ de Sylvain Armand pour récupérer le no 22 qu'il portait en Italie.
Il inscrit son premier but de la saison 2013-2014 face au FC Nantes (victoire 2-1). Le 11 janvier 2014, face à AC Ajaccio, il marque le 70e but de la saison 2013-2014 du PSG.
Le 2 avril 2014, en quart de finale de la Ligue des champions, il ouvre le score d'une reprise de volée face à Chelsea qui permet à son club de remporter (3-1) le match,.
En manque de temps de jeu et figurant comme remplaçant de luxe durant la saison 2015-2016, il décide de partir pour la Chine au Hebei China Fortune FC après le premier huitième de finale du Paris Saint-Germain face au Chelsea FC, rencontre à laquelle il ne participera pas. Le montant du transfert est estimé à 6 millions d'euros. Il dispute son dernier match pour le PSG le 27 janvier face à Toulouse en Coupe de la Ligue (victoire 2-0 dont un but de Lavezzi).
Le 20 février 2016, avant la rencontre de championnat contre Reims, il fait ses adieux au Parc des Princes et reçoit l'ovation de ses désormais ex-coéquipiers.

#### Hebei China Fortune (2016-2019)
En Chine, le nouveau contrat qu'il signe le fait entrer parmi les joueurs les mieux payés au monde, avec un salaire devant lui rapporter 30 millions d'euros sur deux ans. Ses nouveaux dirigeants se félicitent de l'arrivée de celui qu'ils présentent comme le « nouveau Maradona ».
Le 27 novembre 2019, Lavezzi inscrit l'unique but de son équipe lors d'une défaite 1-3 contre le Guangzhou Evergrande. Après la rencontre, il annonce sa retraite, âgé de 34 ans : « Ce match restera dans ma mémoire parce que c'est le dernier de ma carrière. J'ai envie de profiter de mes enfants, de ma famille. C'est le bon moment », .

### En sélection

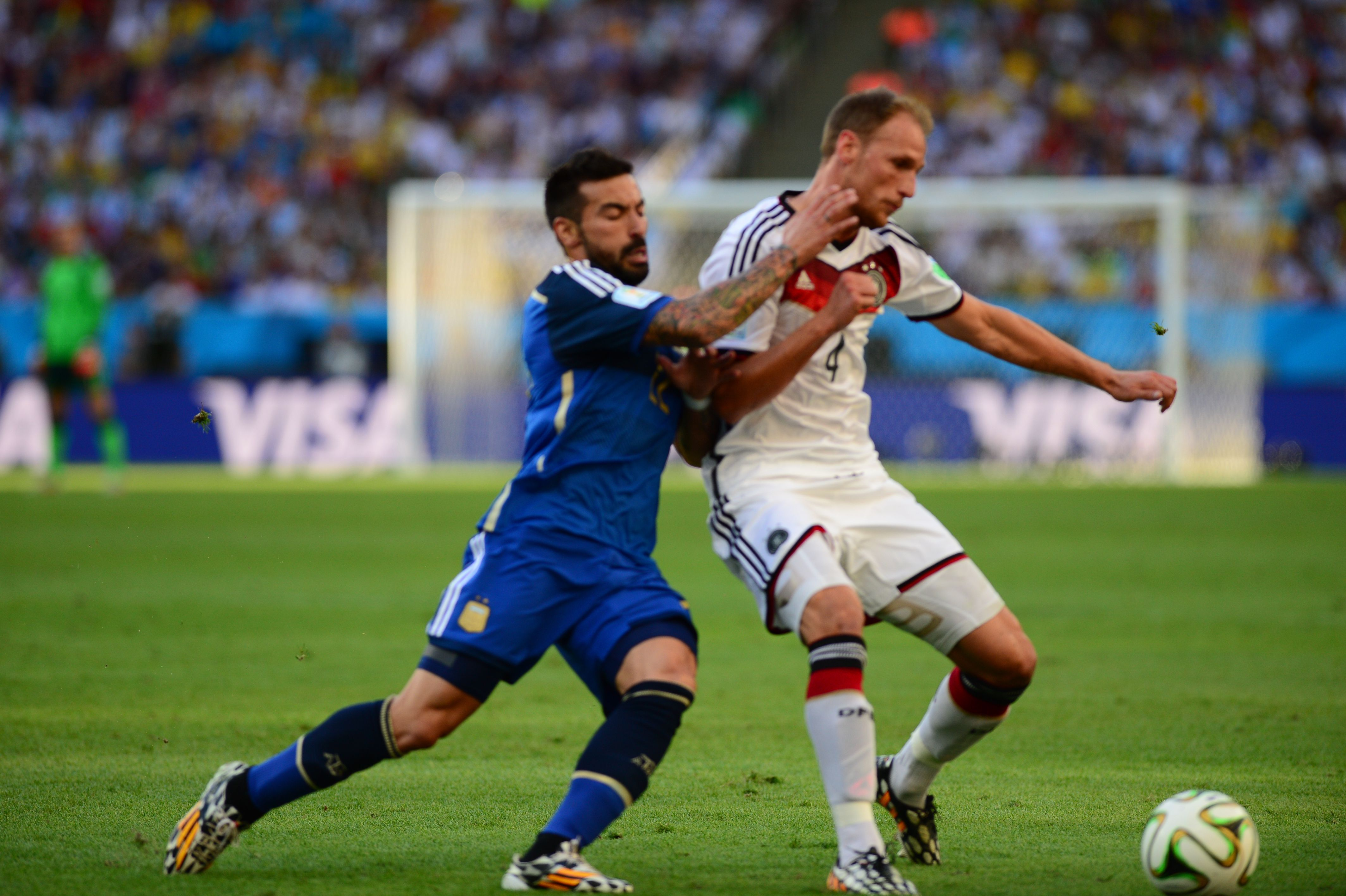
Lavezzi en finale de la Coupe du monde 2014, à la lutte avec Benedikt Höwedes.

Le 18 avril 2007, il débute en sélection contre le Chili en match amical ; il n'est pas convoqué pour la Copa América 2007 par l'entraîneur Alfio Basile. Puis il part titulaire contre la Norvège dans un autre  match amical joué le 22 août 2007. Il revient en sélection sous la direction du nouveau sélectionneur argentin, Diego Maradona, qui le convoque pour un match amical à Glasgow contre l'Écosse du 19 novembre 2008 dans lequel il commence titulaire sur le terrain.
Sélectionné dans la liste des 30 joueurs pour la Coupe du monde de football 2010 en Afrique du Sud, le 18 mai 2010, il est exclu de la liste définitive des 23 footballeurs convoqués.
L'année suivante, il est convoqué par Sergio Batista, le nouvel entraîneur qui remplace Diego Maradona à la suite de l'échec de la Coupe du monde 2010, pour la Copa América 2011 et il inscrit son premier but le 20 juin 2011 dans un match amical contre une faible équipe d'Albanie battue 4-0 par l'albiceleste, dernière préparation en vue de la compétition continentale sud-américaine. Auteur d'une Copa America décevante ou il perd sa place de titulaire, il renvoie rapidement Agüero sur le banc après la compétition. Il sauve l'Argentine d'une défaite face à la Bolivie lors des éliminatoires de la Coupe du monde 2014 en marquant le but de l'égalisation (1-1 à l'issue du match).
Lors de la Coupe du monde de football 2014, Lavezzi monte en puissance au fil des matchs, prenant même une place de titulaire. Le 13 juillet 2014, il est titulaire pour la finale de la Coupe du monde, contre l'Allemagne. Auteur de nombreuses accélérations, il croit servir Gonzalo Higuaín, mais le but de l'attaquant est refusé pour hors-jeu. Alors qu'il a été le joueur argentin le plus dangereux en première période, il sort à la mi-temps pour un changement tactique et voit depuis le banc son équipe perdre cette finale au terme de la prolongation.
L'année suivante, il disputera la Copa América 2015. Lavezzi n'est pas titulaire durant la compétition mais jouera la finale face au Chili, grâce à un changement en début de match dû à une blessure d'Ángel Di María. Le match se termine sur une session de tirs au but et voit le Chili ressortir vainqueur.
Enfin en 2016, une édition spéciale de la Copa América est organisée, la Copa América Centenario, pour célébrer le centenaire de la compétition. Lavezzi joue quelque matchs et marque notamment face à la Bolivie et face aux USA, mais quitta la compétition durant le match des demi-finales face à ces derniers, due à une blessure spectaculaire où Lavezzi se cassa le coude en tombant à la renverse contre un panneau publicitaire bordant le terrain en tentant un contrôle de la poitrine.

## Style de jeu
- Si vous ne connaissez pas le sujet, laissez ce bandeau (vous pouvez alors contacter les auteurs).
- Si vous supprimez le contenu mis en cause (vous pouvez préalablement contacter les auteurs),

argumentez précisément cette suppression dans la page de discussion
(un manque de référence n'est pas un argument ; une recherche réelle de référence doit avoir été effectuée, être formellement documentée).
Ezequiel Lavezzi est un joueur à forte identité défini comme altruiste, combatif et explosif. On peut le définir comme étant un 9 et demi, position dans laquelle il a brillé à Naples, par sa faculté à marquer mais aussi à servir ses partenaires. Il peut aussi jouer sur un côté et déborder. Son style de jeu lui est propre : avec sa gestuelle tête baissée particulière, davantage efficace qu'élégante, il affectionne les grands espaces grâce à une bonne technique et surtout une excellente pointe de vitesse, sa principale qualité offensive.
Très mobile et souvent disponible, il se déplace constamment sur le front de l'attaque et se met régulièrement au service du collectif, car capable de créer des décalages et de donner des passes décisives. Par ailleurs il n'hésite pas à défendre et presse constamment durant tout le match. Néanmoins, quand il ne joue pas à son meilleur niveau, il peut alors se montrer nerveux, brouillon dans ses transmissions et ses dribbles, et maladroit devant le but, surtout du fait qu'il ne soit pas un pur finisseur.

## Statistiques
| Saison                | Club                  | Championnat           | Championnat | Championnat | Championnat | Coupe nationale | Coupe nationale | Coupe nationale | Coupe de la Ligue | Coupe de la Ligue | Coupe de la Ligue | Supercoupe | Supercoupe | Supercoupe | Compétition(s) continentale(s) | Compétition(s) continentale(s) | Compétition(s) continentale(s) | Compétition(s) continentale(s) | Argentine | Argentine | Argentine | Total | Total | Total |
| Saison                | Club                  | Division              | M.          | B.          | P.d.        | M.              | B.              | P.d.            | M.                | B.                | P.d.              | M.         | B.         | P.d.       | Comp.                          | M.                             | B.                             | P.d.                           | M.        | B.        | P.d.      | M.    | B.    | P.d.  |
| 2003-2004             | CA Estudiantes        | Division 3            | 39          | 17          | 6           | -               | -               | -               | -                 | -                 | -                 | -          | -          | -          | -                              | -                              | -                              | -                              | -         | -         | -         | 39    | 17    | 6     |
| Sous-total            | Sous-total            | Sous-total            | 39          | 17          | 6           | -               | -               | -               | -                 | -                 | -                 | -          | -          | -          | -                              | -                              | -                              | -                              | -         | -         | -         | 39    | 17    | 6     |
| 2004-2005             | CA San Lorenzo        | Primera División      | 29          | 9           | 3           | -               | -               | -               | -                 | -                 | -                 | -          | -          | -          | CS+CL                          | 9                              | 0                              | 1                              | -         | -         | -         | 38    | 9     | 4     |
| 2005-2006             | CA San Lorenzo        | Primera División      | 22          | 9           | 4           | -               | -               | -               | -                 | -                 | -                 | -          | -          | -          | -                              | -                              | -                              | -                              | -         | -         | -         | 22    | 9     | 4     |
| 2006-2007             | CA San Lorenzo        | Primera División      | 33          | 7           | 4           | -               | -               | -               | -                 | -                 | -                 | -          | -          | -          | CS                             | 5                              | 1                              | 1                              | 1         | 0         | 0         | 39    | 8     | 5     |
| Sous-total            | Sous-total            | Sous-total            | 84          | 25          | 11          | -               | -               | -               | -                 | -                 | -                 | -          | -          | -          | -                              | 14                             | 1                              | 2                              | 1         | 0         | 0         | 99    | 26    | 13    |
| 2007-2008             | SSC Naples            | Serie A               | 35          | 8           | 8           | 4               | 3               | 1               | -                 | -                 | -                 | -          | -          | -          | -                              | -                              | -                              | -                              | 1         | 0         | 0         | 40    | 11    | 9     |
| 2008-2009             | SSC Naples            | Serie A               | 30          | 7           | 8           | 1               | 0               | 0               | -                 | -                 | -                 | -          | -          | -          | C3                             | 3                              | 1                              | 0                              | 1         | 0         | 0         | 35    | 8     | 8     |
| 2009-2010             | SSC Naples            | Serie A               | 30          | 8           | 6           | 1               | 1               | 0               | -                 | -                 | -                 | -          | -          | -          | -                              | -                              | -                              | -                              | 3         | 0         | 0         | 34    | 9     | 6     |
| 2010-2011             | SSC Naples            | Serie A               | 31          | 6           | 12          | 2               | 1               | 1               | -                 | -                 | -                 | -          | -          | -          | C3                             | 9                              | 2                              | 3                              | 9         | 1         | 1         | 51    | 10    | 17    |
| 2011-2012             | SSC Naples            | Serie A               | 30          | 9           | 6           | 4               | 0               | 0               | -                 | -                 | -                 | -          | -          | -          | C1                             | 8                              | 2                              | 3                              | 3         | 1         | 0         | 45    | 12    | 9     |
| Sous-total            | Sous-total            | Sous-total            | 156         | 38          | 40          | 12              | 5               | 2               | -                 | -                 | -                 | -          | -          | -          | -                              | 20                             | 5                              | 6                              | 17        | 2         | 1         | 205   | 50    | 49    |
| 2012-2013             | Paris Saint-Germain   | Ligue 1               | 28          | 3           | 3           | 4               | 3               | 1               | 1                 | 0                 | 0                 | -          | -          | -          | C1                             | 9                              | 5                              | 0                              | 6         | 0         | 2         | 48    | 11    | 6     |
| 2013-2014             | Paris Saint-Germain   | Ligue 1               | 32          | 9           | 0           | 1               | 1               | 0               | 4                 | 0                 | 0                 | 1          | 0          | 0          | C1                             | 10                             | 2                              | 2                              | 13        | 2         | 2         | 61    | 14    | 4     |
| 2014-2015             | Paris Saint-Germain   | Ligue 1               | 31          | 8           | 2           | 5               | 1               | 0               | 3                 | 0                 | 0                 | -          | -          | -          | C1                             | 8                              | 0                              | 2                              | 5         | 0         | 0         | 52    | 9     | 4     |
| 2015-2016             | Paris Saint-Germain   | Ligue 1               | 16          | 2           | 0           | 1               | 0               | 1               | 3                 | 1                 | 0                 | -          | -          | -          | C1                             | 4                              | 0                              | 0                              | 6         | 3         | 3         | 30    | 6     | 4     |
| Sous-total            | Sous-total            | Sous-total            | 107         | 22          | 5           | 11              | 5               | 2               | 11                | 1                 | 0                 | 1          | 0          | 0          | -                              | 31                             | 7                              | 4                              | 30        | 5         | 7         | 191   | 40    | 18    |
| 2016                  | Hebei China Fortune   | CSL                   | 10          | 0           | 3           | -               | -               | -               | -                 | -                 | -                 | -          | -          | -          | -                              | -                              | -                              | -                              | 3         | 2         | 2         | 13    | 2     | 5     |
| 2017                  | Hebei China Fortune   | CSL                   | 27          | 20          | 15          | -               | -               | -               | -                 | -                 | -                 | -          | -          | -          | -                              | -                              | -                              | -                              | -         | -         | -         | 27    | 20    | 15    |
| 2018                  | Hebei China Fortune   | CSL                   | 26          | 12          | 7           | 1               | 0               | 0               | -                 | -                 | -                 | -          | -          | -          | -                              | -                              | -                              | -                              | -         | -         | -         | 27    | 12    | 7     |
| 2019                  | Hebei China Fortune   | CSL                   | 11          | 3           | 1           | -               | -               | -               | -                 | -                 | -                 | -          | -          | -          | -                              | -                              | -                              | -                              | -         | -         | -         | 11    | 3     | 1     |
| Sous-total            | Sous-total            | Sous-total            | 74          | 35          | 26          | 1               | 0               | 0               | -                 | -                 | -                 | -          | -          | -          | -                              | -                              | -                              | -                              | 3         | 2         | 2         | 78    | 37    | 28    |
| Total sur la carrière | Total sur la carrière | Total sur la carrière | 460         | 137         | 88          | 24              | 10              | 4               | 11                | 1                 | 0                 | 1          | 0          | 0          | -                              | 65                             | 13                             | 12                             | 51        | 9         | 10        | 612   | 170   | 114   |

## Palmarès

### En club
| San Lorenzo de Almagro (1)                                  | SSC Naples (1)                        | Paris Saint-Germain (8) |
| ----------------------------------------------------------- | ------------------------------------- | --- |
| - Championnat d'Argentine (1) : - Champion : 2007 (clôture) | - Coupe d'Italie : - Vainqueur : 2012 | - Ligue 1 (4) : - Champion : 2013, 2014, 2015 et 2016 - Coupe de France (1) : - Vainqueur : 2015 - Coupe de la Ligue (2) : - Vainqueur : 2014 et 2015 - Trophée des champions (1) : - Vainqueur : 2013 |

### En sélection
| Argentine olympique (1)              | Argentine                                                                               |
| ------------------------------------ | --------------------------------------------------------------------------------------- |
| - Jeux olympiques - Vainqueur : 2008 | - Coupe du monde - Finaliste : Coupe du monde - Copa América - Finaliste : 2015 et 2016 |

### Distinctions individuelles
- SSC Naples
  - Meilleur passeur : Championnat d'Italie de football 2010-2011

- Hebei China Fortune
  - Meilleur joueur de la saison : Championnat de Chine de football 2017
  - Meilleur passeur de la saison : Championnat de Chine de football 2017